# 京浜ニュース
京浜ニュース（けいひん・ニュース）は、ラジオ関東→RFラジオ日本で放送された神奈川県のローカルニュース番組である。

## 概要
- 1958年のラジオ関東開局からスタート。ラジオ関東→ラジオ日本では定時のニュース番組の多くは、開始当初は毎日新聞、1978年以後は読売新聞の協賛・取材協力を得ているが、この番組は平日夕方に唯一、地元の県域新聞である神奈川新聞の協賛を得て、神奈川県で起きた事件・トピックを放送していた。
- 2003年9月に終了。最終的には16:00から『夏木ゆたかのホッと歌謡曲』の内包コーナーとして放送されていた。
- 2023年現在、昼のワイド番組『加藤裕介の横浜ポップJ 』火曜日14時20分ごろの「JUST NOW 神奈川」のコーナーで神奈川新聞の協賛を得ており、そこからの記事を紹介している[1]